# Nouveau mouvement communiste
 (mars 2025).
Si vous disposez d'ouvrages ou d'articles de référence ou si vous connaissez des sites web de qualité traitant du thème abordé ici, merci de compléter l'article en donnant les références utiles à sa vérifiabilité et en les liant à la section « Notes et références ».
 (mars 2025).
La mise en forme du texte ne suit pas les recommandations de Wikipédia : il faut le « wikifier ».
Les points d'amélioration suivants sont les cas les plus fréquents. Le détail des points à revoir est peut-être précisé sur la page de discussion.
- Les titres sont pré-formatés par le logiciel. Ils ne sont ni en capitales, ni en gras.
- Le texte ne doit pas être écrit en capitales (les noms de famille non plus), ni en gras, ni en italique, ni en « petit »…
- Le gras n'est utilisé que pour surligner le titre de l'article dans l'introduction, une seule fois.
- L'italique est rarement utilisé : mots en langue étrangère, titres d'œuvres, noms de bateaux, etc.
- Les citations ne sont pas en italique mais en corps de texte normal. Elles sont entourées par des guillemets français : « et ».
- Les listes à puces sont à éviter, des paragraphes rédigés étant largement préférés. Les tableaux sont à réserver à la présentation de données structurées (résultats, etc.).
- Les appels de note de bas de page (petits chiffres en exposant, introduits par l'outil «  Source ») sont à placer entre la fin de phrase et le point final[comme ça].
- Les liens internes (vers d'autres articles de Wikipédia) sont à choisir avec parcimonie. Créez des liens vers des articles approfondissant le sujet. Les termes génériques sans rapport avec le sujet sont à éviter, ainsi que les répétitions de liens vers un même terme.
- Les liens externes sont à placer uniquement dans une section « Liens externes », à la fin de l'article. Ces liens sont à choisir avec parcimonie suivant les règles définies. Si un lien sert de source à l'article, son insertion dans le texte est à faire par les notes de bas de page.
- La présentation des références doit suivre les conventions bibliographiques. Il est recommandé d'utiliser les modèles {{Ouvrage}}, {{Chapitre}}, {{Article}}, {{Lien web}} et/ou {{Bibliographie}}. Le mode d'édition visuel peut mettre en forme automatiquement les références.
- Insérer une infobox (cadre d'informations à droite) n'est pas obligatoire pour parachever la mise en page.

Pour une aide détaillée, merci de consulter Aide:Wikification.
Si vous pensez que ces points ont été résolus, vous pouvez retirer ce bandeau et améliorer la mise en forme d'un autre article.
Le Nouveau mouvement communiste (NCM) est le terme utilisé par les historiens pour désigner une série d'organisation de gauche des années 1970 et 1980 aux États-Unis. Le NCM était un développement de la Nouvelle gauche, principalement influencé par le marxisme-léninisme et le maoïsme, et les révolutions cubaine, chinoise et vietnamienne. Ce mouvement mettait l’accent sur l’opposition au racisme et au sexisme, la solidarité avec les peuples opprimés du tiers-monde et l’établissement du socialisme par une révolution populaire Selon l'historien Max Elbaum, le mouvement comptait environ 10 000 cadres à son apogée.

## Histoire

### Origines
Jusqu'aux années 1960, l'organisation la plus importante et la plus influente à la gauche du Parti démocrate aux États-Unis était le Parti communiste des États-Unis (CPUSA), qui a atteint son apogée pendant la Grande Dépression et la Seconde Guerre mondiale, avant de décliner dans les années d'après-guerre en raison d'un certain nombre de facteurs, notamment la répression d'État (le maccarthysme, la loi Smith, le procès Rosenberg, etc.), ainsi que les schismes idéologiques internes au sein du parti. Les membres étaient souvent déçus par la subordination officielle de la direction du parti à l'URSS sur le plan idéologique, le parti défendant les nombreuses actions controversées de l'État soviétique.
La rupture sino-soviétique est un moment clé dans le mouvement marxiste aux États-Unis et dans le monde, avec de nombreux membres éminents du parti quittant l'organisation en raison de la politique de coexistence pacifique de Khrouchtchev, comprise comme du révisionnisme, une trahison de la révolution et de l'anti-impérialisme. Le Nouveau Mouvement Communiste s'est aussi nourri des événements mondiaux de l'époque, en particulier la Révolution cubaine de 1959, la Révolution culturelle chinoise, le soulèvement de mai 68 en France et le mouvement Black Power.
Un grand nombre des premiers participants au NCM étaient d'anciens membres d'une organisation étudiante de la Nouvelle Gauche, Students for a Democratic Society, mais également du BPP et du PLP.

#### Rainbow Coalition
La Rainbow Coalition était un mouvement multiculturel fondé le 4 avril 1969 à Chicago, dans l'Illinois, par Fred Hampton du Black Panther Party, William « Preacherman » Fesperman de la Young Patriots Organization et Jose "Cha Cha" Jimenez, fondateur des Young Lords. Elle fut la première d'une série d'organisations dirigées par des Noirs au XXe siècle à utiliser le concept de « coalition arc-en-ciel ».

### Années 70
L'une des dernières initiatives du SDS a été d'envoyer ses militants hors des campus, dans les quartiers ouvriers. Certains anciens membres créèrent par la suite des organisations locales qui perpétuèrent cette tendance et tentèrent de trouver un fondement théorique à leur travail dans les écrits de Lénine, Mao et Staline. Le maoïsme était alors considéré comme plus révolutionnaire que le communisme prôné par l'Union soviétique post-stalinienne. Par conséquent, la plupart des organisations du NCM qualifièrent leur idéologie de "marxisme-léninisme-pensée Mao Zedong", et rejetèrent ce qu'elles considéraient comme une dévolution du socialisme dans l'Union soviétique contemporaine. 
Ces groupes, formés d'anciens étudiants, tentaient de tisser des liens avec la classe ouvrière en trouvant du travail dans les usines et l'industrie lourde, mais ils étaient également tournés vers le tiers-mondisme, soutenant divers Fronts de libération nationale, dont le Black Panther Party (alors en déclin), la Révolution cubaine et le Front national de libération du Vietnam. Les organisations du Nouveau Mouvement communiste soutenaient l'autodétermination nationale de la plupart des groupes ethniques, en particulier des Noirs et des Latinos, aux États-Unis.
À leurs débuts, les organisations du NCM formaient un réseau peu structuré au sein de la gauche politique américaine, et ne se sont jamais regroupées en une seule organisation. Au fil du temps, elles sont devenues extrêmement compétitives, et ont pris l'habitude de s'entre-dénoncer comme "révisionniste". Leurs distinctions reposaient souvent sur l'attitude adoptée envers les successeurs de Mao, et sur les conflits internationaux entre l'Union soviétique et la Chine, notamment lors de la guerre civile angolaise. 
Les plus importantes de ces organisations étaient l'October League, née de l'union de plusieurs groupes issus de la fraction RYM (Revolutionary Youth Movement) du SDS, et la Revolutionary Union, issue du comité de la baie de San Francisco du SDS, et emmené par le charismatique Bob Avakian.   
Les plus importants de ces groupes tentèrent, avec plus au moins de succès, de s'unifier en une seule organisation nationale. La Revolutionary Union organisa, par exemple, en 1975 le congrès fondateur du Revolutionary Communist Party, USA. De même, l'October League forma le Communist Party (Marxist–Leninist) en 1977.
Le mouvement se fragmenta encore plus avec le schisme sino-albanais en 1979. Le U.S. Marxist–Leninist Party, anciennement la Central Organization of U.S. Marxist-Leninists, devint le principal parti d'avant-garde soutenu par l'Albanie aux États-Unis, bien que l'aide albanaise aux communistes américains fût minime, par crainte d'une infiltration de la CIA. D'autres groupes, comme la Red Dawn Organization et la Pacific Collective (Marxist–Leninist), allaient rencontrer des groupes pro-albanais similaires en 1979 pour tenter de s'unir et de former un parti communiste unique, sans succès.

#### Le Massacre de Greensboro
Le 3 novembre 1979, quatre membres du Communist Workers Party, une des organisation du NCM, et un manifestant furent tués par des membres du Ku Klux Klan et du American Nazi Party lors d'une marche « Death to the Klan », organisée par le CWP à Greensboro en Caroline du Nord. L'événement avait été précédé de propos incendiaires des deux côtés. Le CWP était initialement venu à Greensboro pour soutenir le militantisme pour les droits des travailleurs de l'industrie textile, majoritairement noire, de la région. La marche s'inscrivait dans cette démarche plus large. La police municipale de Greensboro disposait d'un informateur au sein du KKK et de l'ANP, qui l'avait informé que le Klan était prêt à recourir à la violence armée.

### Héritage
Le Nouveau Mouvement Communiste a subi une atrophie progressive au cours des années 1980. La très militante May 19th CO s'est auto-dissoute, tout comme le Communist Party (Marxist–Leninist). Le RCP USA a continué à fonctionner en vase clos. Le Revolutionary Workers Headquarters et la Proletarian Unity League ont uni leurs forces pour former la Freedom Road Socialist Organization en 1985, et divers autres collectifs et organisations du NCM ont ensuite fusionné au sein de la FRSO. Par la suite, en 1999, la FRSO a scissionnée en deux organisations, qui ont toutes deux continué à utiliser le nom de Freedom Road Socialist Organization jusqu'en 2019.

## Organisations

### Organisations des années 1970 et 1980
- Young Patriots Organization
- Black Panther Party
- Committee for a Proletarian Party
- Communist Organization, Bay Area
- Communist Labor Party of North America
- Communist Party (Marxist–Leninist)
- Communist Workers Party
- Georgia Communist League
- League of Revolutionary Struggle
- Marxist-Leninist Party, USA
- May 19th Communist Organization
- National Guardian
- National Labor Federation
- October League
- Organization for Revolutionary Unity
- Proletarian Unity League
- Revolutionary Communist Party, USA
- Revolutionary Union
- Revolutionary Workers Headquarters
- Revolutionary Workers Organization
- Sojourner Truth Organization
- Organisation Venceremos
- Weather Underground

### Organisations issues du NCM
- Freedom Road Socialist Organization
- Revolutionnary Communist Party, USA
- Progrssive Labor Party[10]
- PWorkers World Party
- Party for Socialism and Liberation

## Personnalités éminentes
- Steve Hamilton
- Bob Avakian
- Leibel Bergman
- H. Bruce Franklin
- Michael Nathan
- James Michael Waller
- Assata Shakur
- Lynn Wells
- Bill Ayers
- Bernardine Dohrn
- David Gilbert
- Kathy Boudin
- Général Baker
- Irwin Silber, rédacteur en chef du Guardian
- Marian Kramer
- Lynn Wells
- George Jackson
- Max Elbaum
- Angela Davis, membre du Black Panther Party, pour l'abolition des prisons, candidate à la présidence pour le CPUSA.
- Harry Hay, membre éminent du Front de libération gay, de la Mattachine Society et des Radical Faeries.

## Lectures complémentaires

### Livres
- Aaron J. Leonard et Connor A. Gallagher, Heavy Radicals - La guerre secrète du FBI contre les maoïstes américains : l'UR / PCR 1968-1980 . ( Zéro Livres, 2018)
- Avakian, Bob. D'Ike à Mao et au-delà : mon parcours de l'Amérique dominante jusqu'au communisme révolutionnaire : mémoires (Insight Press, 2005)
- Lovell, Julia . Le maoïsme : une histoire globale . (Livres Borzoi, 2019). (ISBN 978-1847922502)
- Elbaum, Max. La Révolution dans l’air : le tournant radical des années 60 vers Lénine, Mao et le Che. (Londres : Verso, 2003).
- Waller, Signe. Amour et révolution : mémoires politiques : histoire populaire du massacre de Greensboro, son cadre et ses conséquences . Londres et New York : Rowman & Littlefield. 2002. (ISBN 0-7425-1365-3) .

### Articles
- Paul Saba, « Pratique théorique dans le nouveau mouvement communiste : un entretien avec Paul Saba », Viewpoint Magazine, 25 août 2015.
- Micah Uetrich, « Ce que les socialistes d'aujourd'hui peuvent apprendre du nouveau mouvement communiste des années 1970 : entretien avec Max Elbaum, auteur de Revolution in the Air. » Dans These Times, 16 août 2018.
- Micah Uetricht. « Apprendre du nouveau mouvement communiste » . Jacobin . 20 septembre 2018.
- Ethan Jeune. " Tout ce que vous avez toujours voulu demander sur les sectes... mais que vous aviez peur de savoir ". Jacobin . 20 juillet 2018 .
- Max Harman. « Le système des sectes » . Libcom. 19 mars 2018.
- Aaron J. Leonard Le chapitre manquant de l'histoire des radicaux américains des années 60 . History News Network, 22 février 2015.